# Charles FitzRoy (General)
Lord Charles FitzRoy (* 17. Juli 1764; † 20. Dezember 1829 in London) war ein englischer Offizier, General der British Army und Politiker.

## Leben
FitzRoy wurde als zweiter Sohn von Augustus FitzRoy, 3. Duke of Grafton und seiner Frau Anne, einer Tochter von Henry Liddell, 1. Baron Ravensworth, geboren. Nach der Ausbildung an der Harrow School und dem Trinity College, Cambridge, trat er 1782 im Rang eines Ensign in die British Army ein. 1787 wurde er Captain bei den Scots Guards und 1788 Stallmeister von Prince Frederick, Duke of York and Albany. 1793 und 1794 diente er unter ihn im Ersten Koalitionskrieg in Flandern.
1795 ernannte König Georg III. ihn zu seinem Aide-de-camp im Rang eines Colonel. 1798 stieg er zum Major-General auf. 1798 und 1799 diente er während der Irischen Rebellion in Irland und anschließend bis 1809 in England. Dort befehligte er 1804 und 1805 ein Bataillon des 60. Regiment zu Fuß. Anschließend war er Colonel des 48. Regiment zu Fuß (Northamptonshire). 1805 wurde er Lieutenant-General und 1814 General.
Zwischen 1787 und 1796 sowie zwischen 1802 und 1818 war FitzRoy Member of Parliament für Bury St Edmunds. Er hielt aber keine Rede im House of Commons. Er unterstützte Pitt und war für die Abschaffung der Sklaverei und die Katholikenemanzipation.
FitzRoy starb 1829 in seinem Haus am Berkeley Square in London und wurde in Wicken, Northamptonshire, bestattet.

## Familie
FritzRoy heiratete am 20. Juni 1795 Frances Mundy († 1797), Tochter von Edward Miller Mundy, MP. Sie hatten einen Sohn:
- Sir Charles FitzRoy (1796–1858), Gouverneur von New South Wales, Prince Edward Island und Antigua.

Nachdem seine Frau gestorben war, heiratete er Lady Frances Stewart († 1810), die älteste Tochter von Robert Stewart, 1. Marquess of Londonderry. Sie hatten drei Kinder:
- George FitzRoy (um 1800–1882), Lieutenant-Colonel der British Army;
- Robert FitzRoy (1805–1865), Hydrograph;
- Frances FitzRoy († 1878), ⚭ George Rice-Trevor, 4. Baron Dynevor.